# غاري بابا
غاري بابا (بالإنجليزية: Gary Papa)‏ هو صحفي أمريكي، ولد في 2 سبتمبر 1954 في بوفالو في الولايات المتحدة، وتوفي في 19 يونيو 2009 في فيلادلفيا في الولايات المتحدة بسبب سرطان البروستاتا.